# Moyon-Villages
Moyon-Villages – gmina we Francji, w regionie Normandia, w departamencie Manche. W 2013 roku liczba ludności wynosiła 1510 mieszkańców.
Gmina została utworzona 1 stycznia 2016 roku z połączenia trzech ówczesnych gmin: Chevry, Le Mesnil-Opac oraz Moyon. Siedzibą gminy została miejscowość Moyon.